# NGC 283
NGC 283 (другие обозначения — MCG −2-3-31, NPM1G −13.0034, IRAS00507-1326, PGC 3124) — спиральная галактика (Sc) в созвездии Кит. Галактика открыта 2 октября 1886 года американским астрономом Френсисом Левенвортом, однако её координаты в каталоге оказались одинаковыми с тремя другими близко расположенными объектами (NGC 284, 285 and 286). Эта ошибка была исправлена другим американским астрономом Гербертом Хуве в 1897 году с помощью измерений, сделанных им в Chamberlin Observatory.
Этот объект входит в число перечисленных в оригинальной редакции «Нового общего каталога».